# Erannis destrigata
Erannis destrigata är en fjärilsart som beskrevs av Gornik 1931. Erannis destrigata ingår i släktet Erannis och familjen mätare. Inga underarter finns listade i Catalogue of Life.